# Перегудова Аліна
Аліна Перегудова — українська важкоатлетка, уродженка Маріуполя, майстер спорту, чемпіонка країни з важкої атлетики у своїй віковій категорії. У 2021 році нагороджена золотою медаллю чемпіонату України U17 у ваговій категорії до 40 кілограм, була претенденткою до збірної країни (по досягненні віку участі як доросла спортсменка).
У 13 років Аліна виконала норматив майстра спорту, але за законом звання змогли присвоїти лише з 14 років.
Займалася у коледжі спортивного профілю ім. С. Бубки у Бахмуті. За словами тренера, 25 лютого 2022 року мали розпочатися збори, які перервало повномасштабне вторгнення росії в Україну. 29 квітня 2022 стало відомо про її загибель в обложеному Маріуполі, разом з матір'ю і братом, під вогнем російської артилерії.